# 远地点
远地点（Apogee）是一个天文学上的用语，用来指地球卫星在绕地飞行时与地球最远的距离。
地球卫星包括月球以及为数众多的人造卫星。根据天文物理学和数学原理，卫星在绕主星運行时的轨道是一个椭圆。
地球位于椭圆的两个焦点位置中的一个。以椭圆的两个焦点为横轴画一条直线，其与卫星轨道产生两个交点，其中距离地球最近的称为近地点，距离地球最远的称为远地点；通常在遠地點時，衛星運行的角速度最慢。